# 8217 Dominikhašek
8217 Dominikhašek eller 1995 HC är en asteroid i huvudbältet som upptäcktes den 21 april 1995 av de båda tjeckiska astronomerna Petr Pravec och Lenka Kotková vid Ondřejov-observatoriet. Den är uppkallad efter den tjeckiska ishockeymålvakten Dominik Hašek.